# Via Aemilia Scauri

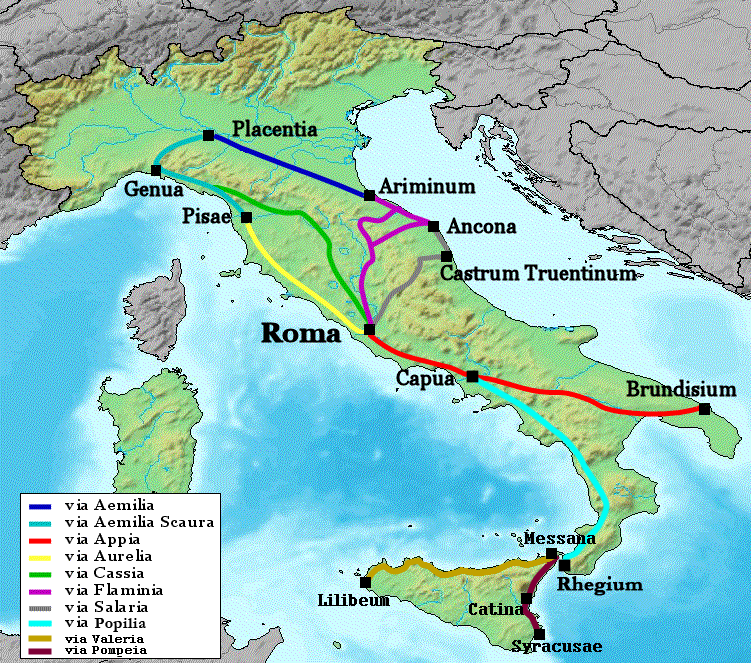
Mapa nejvýznamnějších římských cest. Světle modrou znázorněná Via Aemilia Scauri

Via Aemilia Scauri byla starověká římská silnice, kterou nechal zbudovat bývalý konzul Marcus Aemilius Scaurus, když byl ve funkci censora v roce 109 př. n. l.

## Trasa cesty
Jedná se zejména o pobřežní cestu, která kopíruje trasu jiné římské silnice Via Aurelia a spojuje Řím s městy Piacenza a Pisa, směrem přes Janov. Blízko města Cosa se její trasa otáčí směrem do vnitrozemí a paralelně s Via Aurelia. Dále na sever se Via Aemilia Scauri spojuje s Via Postumia a pokračuje dále jako Via Julia Augusta.